# Waldenserkirche (Neureut)

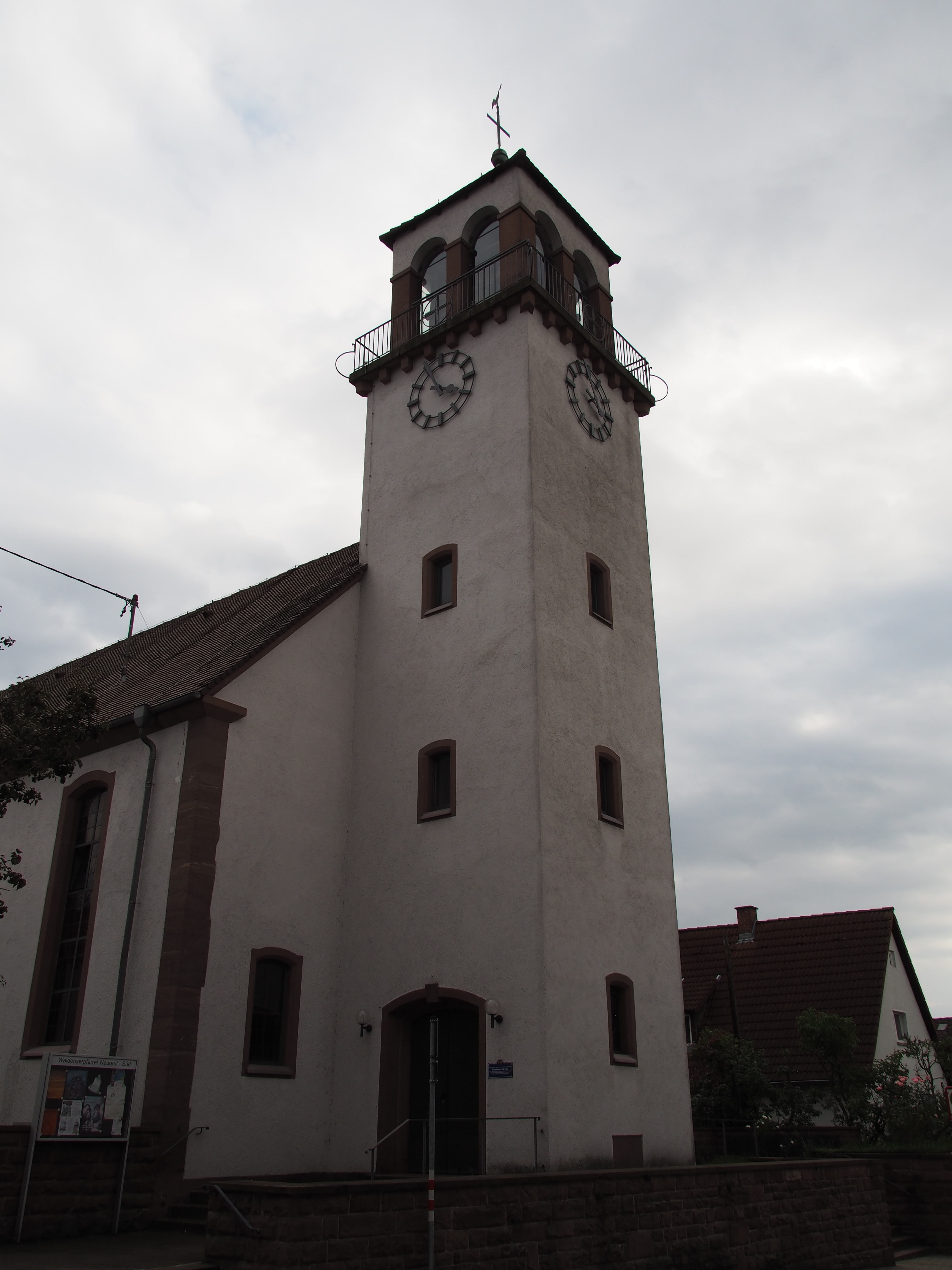
Waldenserkirche Neureut

Die Waldenserkirche ist der Kirchenbau der evangelischen Kirchengemeinde Neureut-Süd im Karlsruher Stadtteil Neureut.
1699 erfolgte die Gründung der Gemeinde Welschneureut durch Markgraf Friedrich Magnus für die Aufnahme südfranzösischer Glaubensflüchtlinge Hugenotten. Ein als Holzbau errichteter erster Gebetsraum wurde 1707 zerstört und 1720 durch den Zimmermeister Dold 1720 in Fachwerk wiedererrichtet. 1749 bis 1751 (datiert am Haupteingang) errichtete Johann Heinrich Arnold den heutigen Kirchenbau als Putzbau mit Sandsteingewänden und Ecklisenen. Dabei wurde der Dachreiter der abgerissenen Kirche über dem Giebel wiederaufgesetzt.
Nach Zerstörung im Zweiten Weltkrieg wurde der Kirchenbau im Außenbau unter Zufügung eines giebelseitigen Glockenturm in formaler Anlehnung an den Weinbrennerstil wiederaufgebaut. Erhalten blieb eine Inschrift im Turmraum: „Bien heureux sont ceux, qui ouent la parole de Dieu et la gardent“ (Lukas 11, 28).
Da die Neureuter Hugenotten 1699 gleichzeitig mit den Waldensern in die Region kamen, wurde die örtliche Kirche als „Waldenserkirche“ benannt. 